# トモ・ミルセヴィッチ
トモ・ミリチェヴィッチ（Tomo Miličević、1979年9月3日 - ）は、アメリカ合衆国のミュージシャン。